# Vojaški ordinariat Italije
Vojaški ordinariat Italije (italijansko Ordinariato Militare in Italia) je rimskokatoliški vojaški ordinariat, ki je vrhovna cerkveno-verska organizacija in skrbi za pripadnike Italijanskih oboroženih sil.
Sedež ordinariata je v Rimu.

## Nadškofje
- Angelo Bartolomasi (23. april 1929 - 1944)
- Carlo Alberto Ferrero di Cavallerleone (28. oktober 1944 - 4. november 1953)
- Arrigo Pintonello (4. november 1953 - 1966)
- Luigi Maffeo (16. januar 1966 - 7. maj 1971)
- Mario Schierano (28. avgust 1971 - 27. oktober 1981)
- Gaetano Bonicelli (28. oktober 1981 - 14. november 1989)
- Giovanni Marra (14. november 1989 - 31. januar 1996)
- Giuseppe Mani (31. januar 1996 - 20. junij 2003)
- Angelo Bagnasco (20. junij 2003 - 29. avgust 2006)
- Vincenzo Pelvi (14. oktober 2006 - 11. avgust 2013)
- Santo Marcianò (10. oktober 2013 - danes)